# نخبة معرفية
النخبة المعرفية في مجتمع ما، حسب وصف ريتشارد جيه هيرنشتاين وتشارلز موراي، هم أولئك الذين يمتلكون مستويات ذكاء مرتفعة، وبالتالي تتزايد نسبة تحقيقهم للنجاح في الحياة. ويتم التعرض لتطوير النخبة المعرفية في القرن العشرين في كتابهما الصادر في عام 1994 The Bell Curve. ففي هذا الكتاب، يقترح هيرنشتاين وموراي أن النخبة المعرفية قد نجمت من خلال مجتمع أكثر تقنية يوفر وظائف كافية للمهارات الأعلى لأولئك الذين يمتلكون قدرات ذكاء أعلى. كما اقترحا كذلك أنه من خلال التخلص من جنس أو نوع أو طبقة كمعيار، يصبح المعيار الرئيسي للنجاح في الحياة الأكاديمية والاحترافية معتمدًا بشكل أكبر على القدرة المعرفية.
وقد قامت عالمة علم النفس التربوي ليندا جوتفريدسون بكتابة ما يلي:
| نخبة معرفية | الاختلافات في مسألة الذكاء. إن أعضاء النخبة المعرفية الذين يعتقدون في خلاف ذلك يعتبرون مثل الغني الذي يجادل بأن الأموال لا قيمة لها. إن الاختلافات في عنصر g تؤثر على حياة الأفراد والأسر. فهم يساعدون في تحديد شكل النظام الاجتماعي وتحد القدرة على إعادة تشكيله. | نخبة معرفية |

## وصلات خارجية
- http://www.indiana.edu/~intell/bellcurve.shtml#part1
- http://findarticles.com/p/articles/mi_qa3626/is_199507/ai_n8729354